# Lihula
Lihula (äldre tyska och svenska: Leal) är en stad som utgör centralort i Lihula kommun i landskapet Läänemaa i västra Estland. Antalet invånare är 1457.
Staden Lihula har tidigare utgjort en egen kommun (stadskommun) för att därefter sedan 1999 utgöra en del av Lihula kommun.

## Geografi
Runt Lihula är det mycket glesbefolkat, med 6 invånare per kvadratkilometer. Lihula är det största samhället i trakten. Den ligger 100 km sydväst om huvudstaden Tallinn. Omgivningarna runt Lihula är en mosaik av jordbruksmark och naturlig växtlighet.

## Historia

### Borganläggning
En bosättning i Lihula finns arkeologiskt belagd sedan mitten av första millenniet e.Kr. Troligen fanns här redan under järnåldern en borganläggning under de lokala hedniska estniska härskarnas kontroll. Det första omnämnandet i skrift är från år 1211. 
I början av 1200-talet anlades här en borg av kristna korsriddare under det livländska korståget. Den låg skyddad av myrar på en strategiskt viktig plats nära sundet mellan det estländska fastlandet och Ösel.
Lihula (Leal) utsågs av ärkebiskop Albert av Riga till residens för den nyutnämnde biskopen av Estland, Theoderik. Det visade sig dock att han aldrig kom att kunna ta platsen i besittning, och området kom troligen under korsfararnas kontroll först genom Svärdsriddarordens erövring omkring 1218. 1220 kom Leals borg att utan strid kapitulera till de svenska trupperna under kung Johan Sverkersson, men genom slaget vid Leal 8 augusti samma år kom borgen att intas av öbor från Ösel och förstöras. De flesta svenskarna stupade, däribland jarl Karl Döve och Linköpingsbiskopen Karl Magnusson. 
Efter grundandet av biskopsdömet Ösel-Wiek år 1228 uppförde biskopen och livländska orden mellan 1238 och 1242 en gemensam borganläggning här. Omkring borganläggningen uppstod den nuvarande orten. År 1251 förlade biskopen sitt residens till Vana-Pärnu och 1265 till Hapsal, vilket minskade Leals betydelse.
År 1298 skadades orten genom väpnade strider men byggdes åter upp.
Sedermera hörde orten liksom Hapsal till den danske hertig Magnus biskopsstift Ösel och Wiek. Borgen förstördes slutligen, så när som på enstaka byggnader, under livländska kriget. 1563 intogs fästet av svenskarna under Åke Bengtsson (Färla), pantsattes för sold till livländska krigsfolket 1573 och förlorades 1576 till ryssarna, men återtogs 1581. År 1682 övergavs befästningen. Ruinerna användes som stenbrott, men fortfarande idag finns vissa rester av borgen delvis bevarade, som grundmurarna och kärnborgens källarvåning, samt en portal i förborgen.

### Klostret
Under 1200-talet anlades här ett nunnekloster tillhörande Cisterciensorden. Klostret grundades på biskop Hermann von Buxthoevens initiativ, för adelsdamer från ordensprovinsen. Till klostret hörde många gods och gårdar i närområdet.
Klostret låg i borgens närhet och byggnaderna låg fritt arrangerade omkring en innergård, med en befäst ringmur. Klosterkyrkan fanns i den södra flygeln till huvudbyggnaden, men klostret saknade den korsgång som är vanlig i europeisk klosterarkitektur.
Klosteranläggningen förstördes troligen under livländska kriget 1570, och ruinerna revs nästan fullständigt under 1600-talet och 1700-talet.

### 1500-talet
Lihula kom under 1500-talet att flera gånger drabbas av krig och bytte händer flera gånger. Särskilt det livländska kriget lämnade djupa spår. Svenskarna erövrade borgen 1563, varefter Lihula kom fram till mitten av 1570-talet kom att kontrolleras omväxlande av lokala jordägare och danska trupper, med undantag för en kortare svensk period kring 1570. 1575–1576 var borgen åter under dansk kontroll, därefter under Ryssland fram till 1581. Först genom svenskarnas slutliga maktövertagande 1581 inleddes en längre fredsperiod under Svenska Estland, fram till den ryska ockupationen under Stora nordiska kriget.

### Lihulas herrgård
1631 förlänade den svenska kronan Lihula till Åke Tott (1598–1640), som lät uppföra en herrgård vid godset. Godset var kvar i ätten Totts ägo fram till slutet av 1600-talet. 1726 övergick godset i den balttyska adelsfamiljen Hahns ägo och 1795 till Karl Friedrich von Stackelberg. Från 1812 var Lihula i ätten von Wistinghausens ägo, och från 1874 fram till 1919 års indragning till staten under landreformen i Estland ägdes godset av släkten Buxhoeveden.
Den nuvarande herrgårdsbyggnaden i klassicistisk stil uppfördes på 1820-talet på en höjd. Fasaden har en portik med fyra kolonner. 
Efter den sovjetiska ockupationen av Estland på 1940-talet blev godset en sovchos under Sovjettiden. Sedan en renovering 1994 inrymmer herrgården Lihulas stadsmuseum.

### Orten i modern tid
Först under andra hälften av 1800-talet kom Lihula åter att bli en regionalt betydande ort i västra Estland. Ortens ekonomi och handel blomstrade och befolkningen växte. Efter Estlands självständighetsförklaring byggdes 1931 den smalspåriga järnvägslinjen mellan Virtsu hamn och Rapla. Järnvägen bidrog till stadens utveckling och vattentornet som byggdes vid samma tid som järnvägen är idag ett av stadens landmärken. 1968 lades järnvägslinjen ned.
1945 fick Lihula status av en större by (alevik) och var från 1951 till 1961 centralort i Lihula rajon. Efter självständigheten från Sovjetunionen kom Lihula 1993 att få stadsrättigheter. 1999 slogs Lihula stad administrativt ihop med den ditintills självständiga omgivande landskommunen. Denna kommun uppgick i sin tur 2017 i Lääneranna kommun.

## Galleri

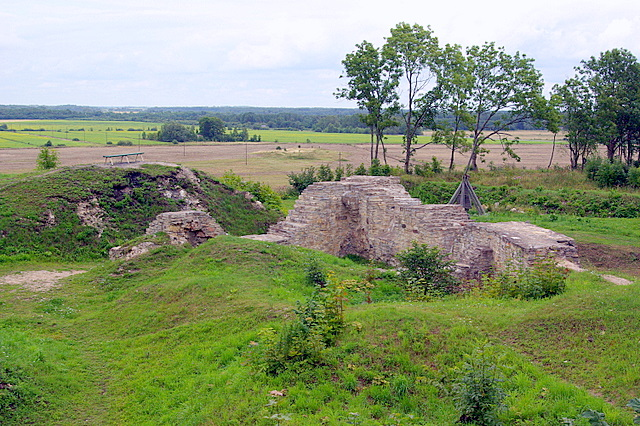
Lihula borgruin
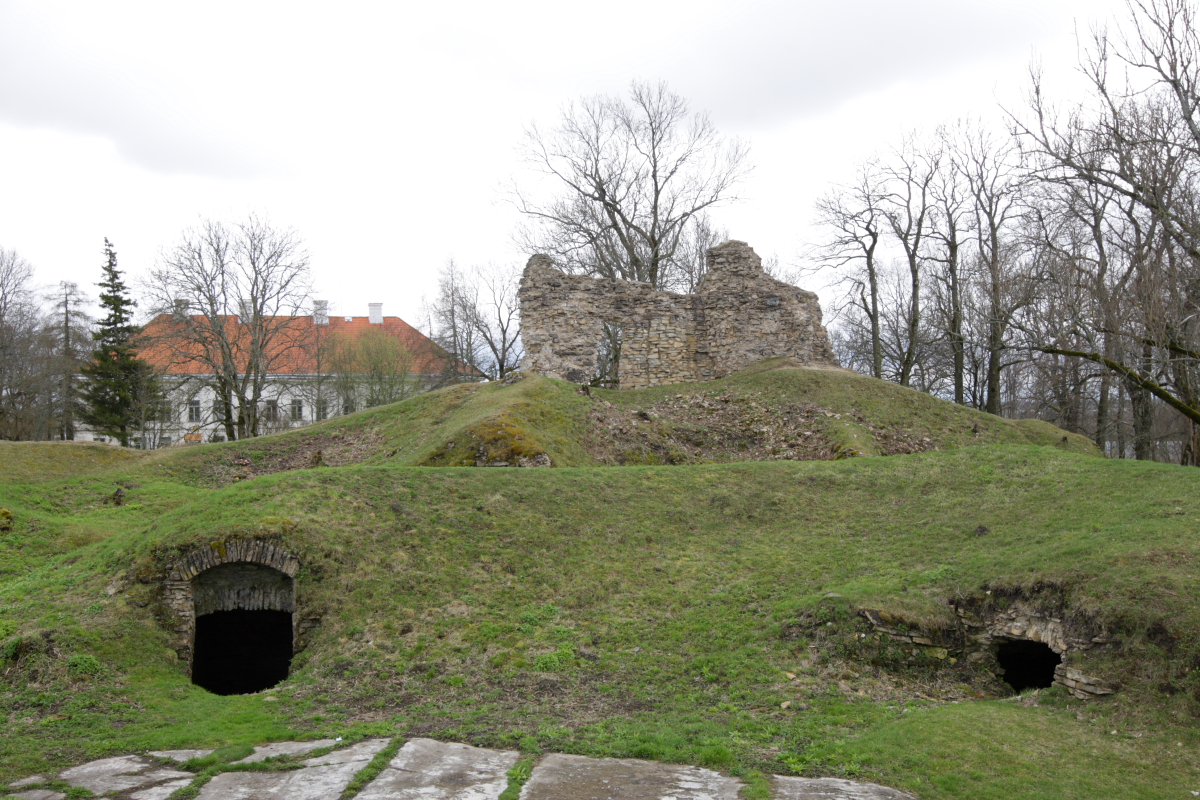
Lihula borgruin
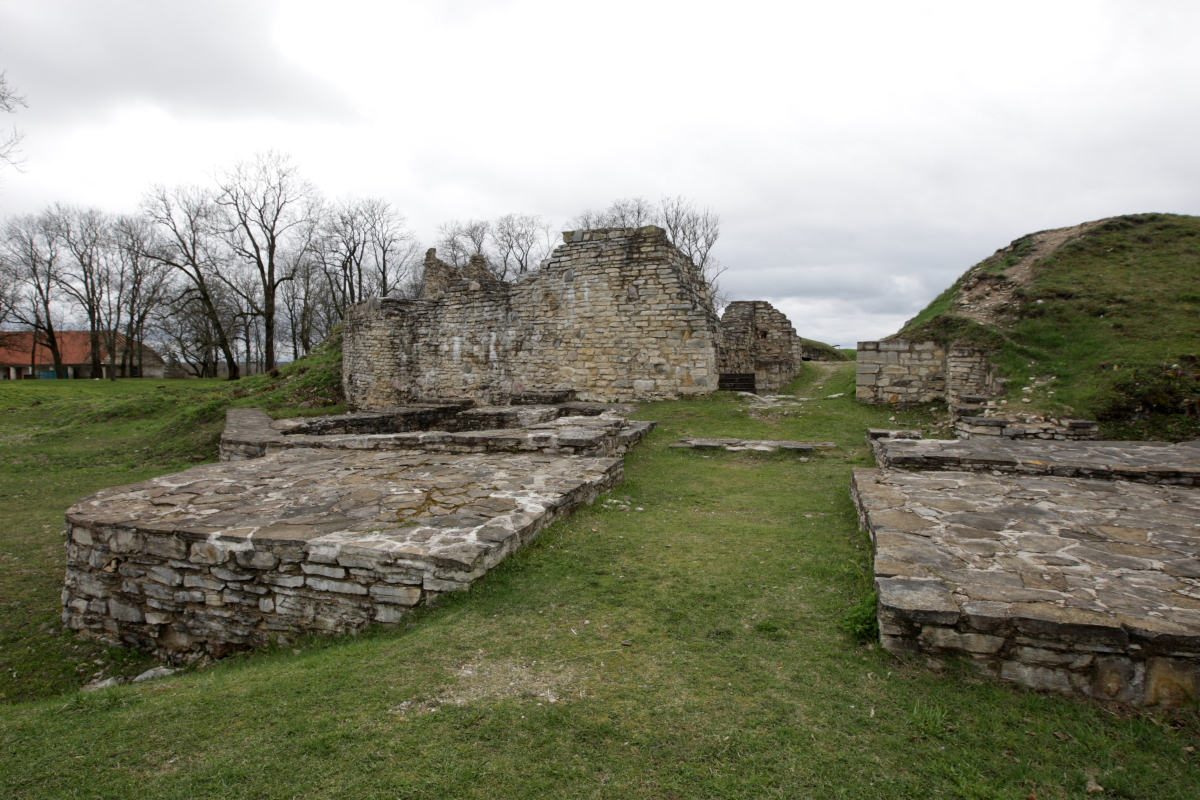
Lihula borgruin
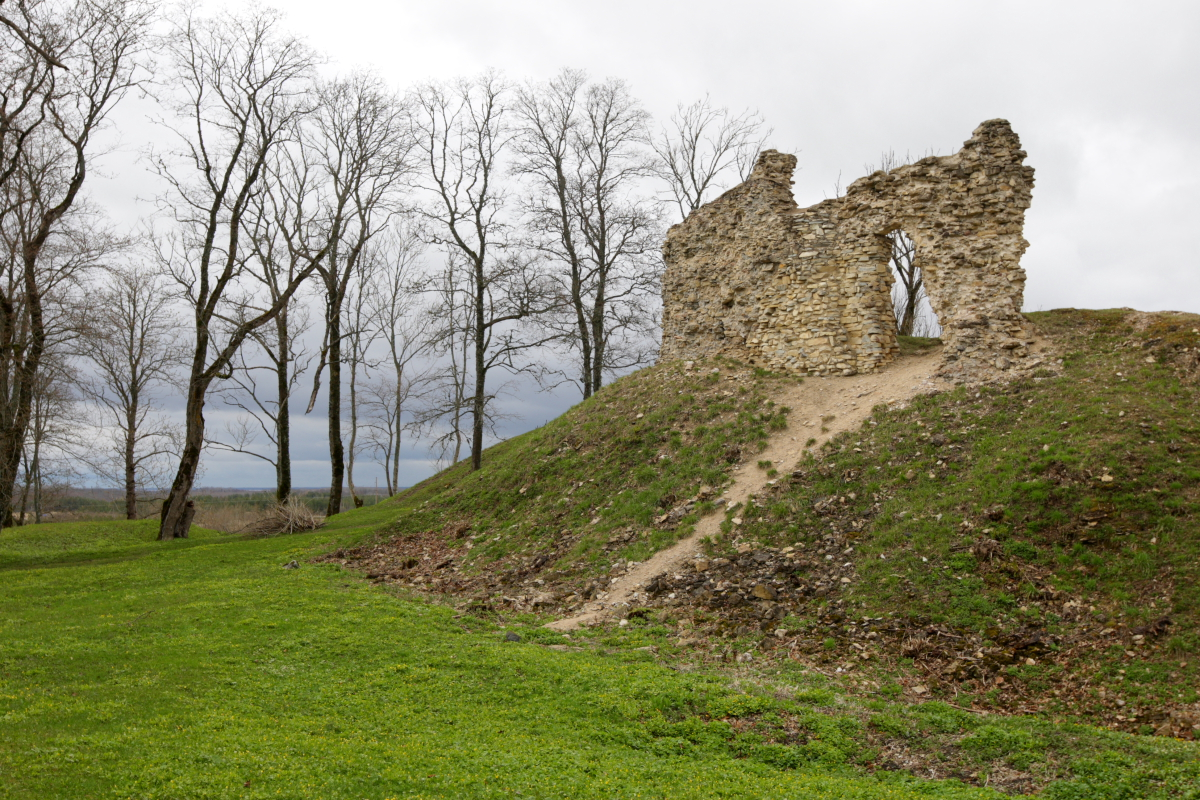
Lihula borgruin
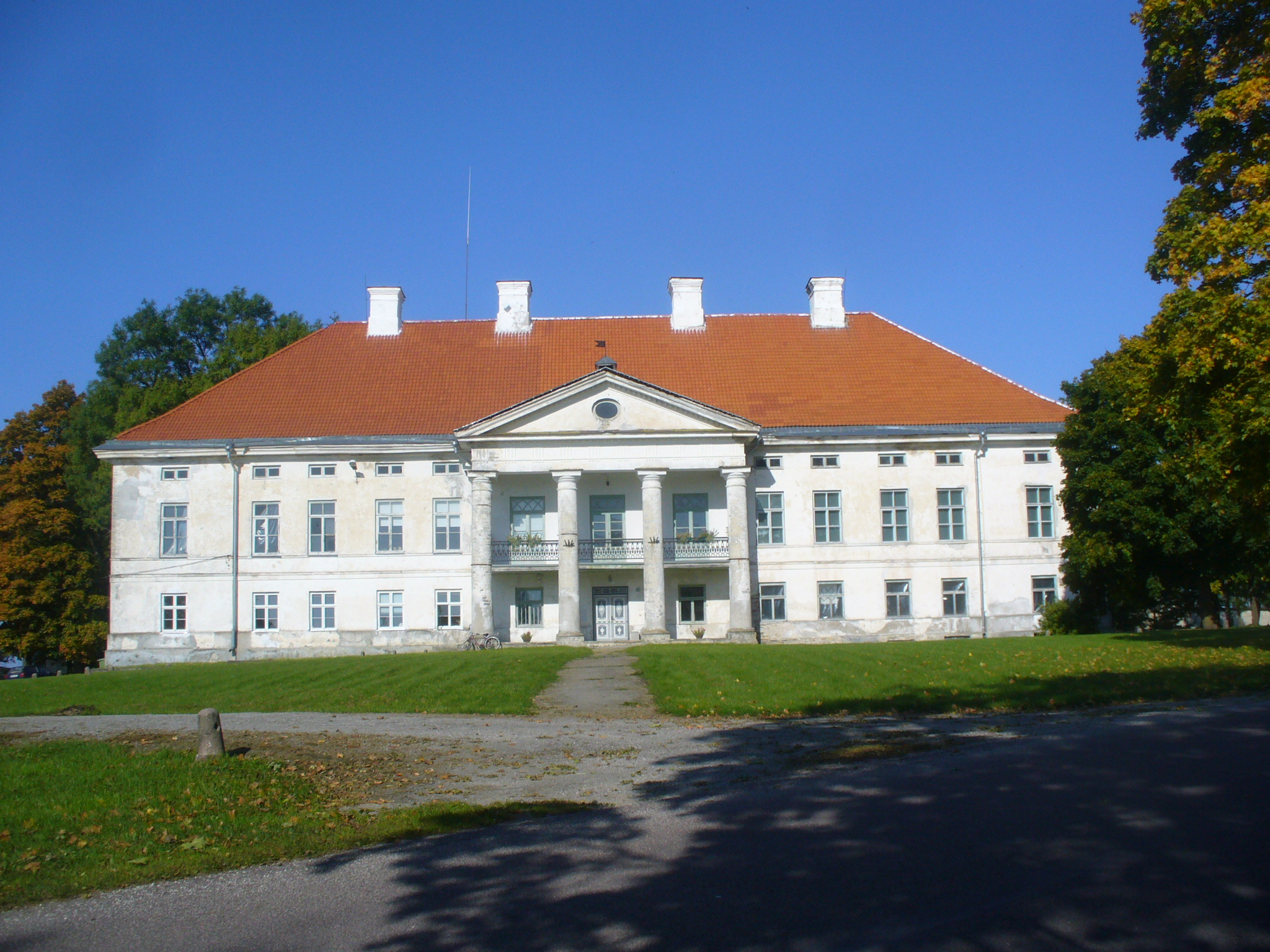
Lihula herrgård